# رژه سیاه (آلبوم)
«رژهٔ سیاه» (به انگلیسی: The Black Parade) سومین آلبوم استودیویی از گروه موسیقی پانک راک مای کمیکال رومنس است که در اکتبر سال ۲۰۰۶ میلادی منتشر شد. این آلبوم تحت عنوان ریپرایس رکوردز  منتشر و به تهیه‌کنندگی راب کاوائو ساخته شد. 
داستان اصلی این آلبوم اپرای راک درمورد شخصیتی به‌نام "بیمار" است؛ فردی که به‌علت بیماری سرطان در بستر مرگ است و زندگی‌اش رو به پایان است. ماجرای پذیرفتن بیماری‌اش، قبول کردن سرنوشت دردناکی که دارد، روبرو شدن با مرگ و زندگی پس از مردنش، بخش‌هایی از  داستانی هستند که این 14 آهنگ بازگو میکنند.
آلبوم "رژه‌ی سیاه" با استقبال گسترده مردم و انتقادگران روبرو شد؛ از موفقیت‌های این آلبوم می‌توان به قرارگیری در جایگاه اول جدول انگلستان توسط تک‌آهنگ اول این آلبوم، "به رژه‌ی سیاه خوش آمدید (Welcome to the Black Parade)" و جایگاه دوم 200تای برتر بیلبورد، سه جایزه‌ی پلاتینیوم از RIAA و دو جایزه‌ی پلاتینیوم در انگلستان اشاره کرد. نسخه‌ی محدود این آلبوم برای این بند نامزدی جایزه‌ی گرمی را به‌همراه داشت. 